# Калумет (округ, Вісконсин)
Шаблон:StateAbbr_ 44°05′ пн. ш. 88°13′ зх. д. / 44.08° пн. ш. 88.22° зх. д.
 Калумет (англ. Calumet County) — округ (графство) у штаті Вісконсин. Ідентифікатор округу 55015.

## Історія
Округ утворений 1850 року.

## Демографія
За даними перепису 
2000 року 
загальне населення округу становило 40631 осіб, зокрема міського населення було 24509, а сільського — 16122.
Серед них чоловіків — 20311, а жінок — 20320. В окрузі було 14910 домогосподарств, 11164 родин, які мешкали в 15758 будинках.
Середній розмір родини становив 3,15.
Віковий розподіл населення поданий у таблиці:
| Стать    | До 15 років | 15-21 | 22-29 | 30-39 | 40-49 | 50-65 | 65-85 | Понад 85 |
| -------- | ----------- | ----- | ----- | ----- | ----- | ----- | ----- | -------- |
| Чоловіки | 4884        | 1963  | 1780  | 3515  | 3404  | 2869  | 1732  | 164      |
| Жінки    | 4669        | 1913  | 1701  | 3444  | 3356  | 2763  | 2146  | 328      |

## Суміжні округи
- Браун — північний схід
- Манітовок — схід
- Шебойґан — південний схід
- Фон-дю-Лак — південний захід
- Віннебаґо — захід
- Автаґемі — північний захід

## Виноски
1. ↑  U.S. Decennial Census. United States Census Bureau. Архів оригіналу за 26 квітня 2015. Процитовано 2 серпня 2015.
2. ↑  Historical Census Browser. University of Virginia Library. Архів оригіналу за 12 грудня 2009. Процитовано 2 серпня 2015.
3. ↑  Forstall, Richard L., ред. (27 березня 1995). Population of Counties by Decennial Census: 1900 to 1990. United States Census Bureau. Архів оригіналу за 18 липня 2015. Процитовано 2 серпня 2015.
4. ↑  Census 2000 PHC-T-4. Ranking Tables for Counties: 1990 and 2000 (PDF). United States Census Bureau. 2 квітня 2001. Архів оригіналу (PDF) за 18 грудня 2014. Процитовано 2 серпня 2015.
5. ↑  State & County QuickFacts. United States Census Bureau. Архів оригіналу за 1 лютого 2016. Процитовано 18 січня 2014.(англ.) Наведено за англійською вікіпедією.
6. ↑  American FactFinder. Бюро перепису населення США. Архів оригіналу за 29 липня 2011. Процитовано 31 січня 2008.

| США | Це незавершена стаття з географії США. Ви можете допомогти проєкту, виправивши або дописавши її. |